# پدرسالار (فیلم ۲۰۱۶)
پدرسالار (به انگلیسی: The Patriarch) با عنوان اصلی ماهانا یک فیلم درام محصول سال ۲۰۱۶ سینمای نیوزیلند به کارگردانی لی تاماهوری و نویسندگی جان کولی است.

## داستان
این فیلم داستان دو خانواده مائوری به نام‌های ماهانا و پواتا را روایت می‌کند که رقبای سرسخت یکدیگر هستند. ظاهراً این دشمنی به زمانی برمی‌گردد که تامیهانا ماهانا عاشق رامونا شد و او را از دست نامزدش، روپنی پواتا، که نمی‌خواست با او ازدواج کند، نجات داد. در اواخر دهه ۱۹۵۰، تامیهانا پدرسالار قبیله ماهانا است و یک کسب و کار خانوادگی موفق برای چیدن گوسفند در ناحیه گیزبورن اداره می‌کند، در حالی که نوه سرسخت او سیمئون تحت حکومت استبدادی تامیهانا به سر می‌برد.
تمیهانا به عنوان تنبیه به خاطر اظهارات اهانت آمیز در هنگام شام خانواده، کارهای خانه را به سیمئون اختصاص می‌دهد. سیمئون هنگام تمیز کردن اتاق کار مادربزرگش، عکسی از رامونا و روپنی را به عنوان یک زوج پیدا می‌کند. بعداً سیمئون عکس را به مادرش حوریا و خاله‌هایش نشان می‌دهد. هوریا پسرش را به خاطر کندوکاو در تاریخ خانواده سرزنش می‌کند و ادعا می‌کند که مادربزرگش نمی‌تواند روپنی را تحمل کند. سیمئون بعداً از مادربزرگش در مورد عکس می‌پرسد، او تمایلی به صحبت در مورد این موضوع ندارد اما می‌گوید که مردها برای آنچه می‌خواهند می‌جنگند.

## بازیگران
- تمورا موریسون … تامیهانا ماهانا
- آکوهاتا کیف … سیمئون ماهانا
- نانسی برونینگ … رامونا ماهانا
- جیم موریارتی … روپنی پواتا
- ریگان تیلور … جاشوا ماهانا
- ماریا واکر … هوریا ماهانا
- سینا مک کینلی … گلوریا ماهانا

## تولید
پدرسالار توسط شرکت تولیدی جامپ فیلم و تلویزیون مستقر در نیوزلند تولید شده‌است. این فیلم توسط چندین حزب از جمله کمیسیون فیلم نیوزیلند، نیوزیلند آن ایر، تلویزیون مائوری، انترتینمنت وان، وایلد بانچ و چندین سرمایه‌گذار سهام خصوصی تأمین شد. علاوه بر این، ماهانا اولین فیلم نیوزلندی بود که از طریق پلتفرم سرمایه‌گذاری سهامی Snowball Effect تأمین مالی شد.
فیلمبرداری برای پدرسالار در حومه شهر خارج از اوکلند، بزرگ‌ترین شهر کشور، انجام شد.

## انتشار
این فیلم برای اولین بار در شصت و ششمین جشنواره بین‌المللی فیلم برلین در ۱۳ فوریه ۲۰۱۶ قبل از اولین نمایش در نیوزیلند در ۳ مارس ۲۰۱۶ به نمایش درآمد.

## بازخوردها
پدرسالار نقدهای مثبتی از منتقدان دریافت کرده‌است. این فیلم در وب سایت نقد و بررسی فیلم راتن تومیتوز امتیاز ۸۵٪ دریافت کرد.